# 郭躍華
郭 躍華（カク・ヤクカ、グオ・ユエフア、郭跃华、Guo Yuehua 1956年12月4日 - ）は、中国・福建省出身の元卓球選手。

## 経歴
1977年の世界選手権バーミンガム大会で河野満（日本）に、1979年の平壌大会では小野誠治（日本）に決勝で敗れたため2大会連続で世界選手権準優勝となる。続く1981年のノヴィ・サド大会及び1983年の東京大会では蔡振華（中国）を破り2大会連続で世界チャンピオンになった。
2001年に世界卓球殿堂入りした。

## 主な成績
※最高成績
男子シングルス
- 世界選手権　優勝 (1981、1983)
- ワールドカップ　優勝 (1980、1982)
- アジア選手権　優勝 (1978)
- アジア大会　準優勝 (1978)